# 金沢 (横手市)
金沢（かねざわ）は、秋田県横手市の大字。郵便番号013-0813。人口は200人、世帯数は73世帯（2020年10月1日現在）。住居表示は全域で未実施。旧仙北郡金沢町大字金沢・旧仙北郡金沢村の各一部に相当する。
横手市金沢と仙北郡美郷町金沢は、元は横手市、それ以前は仙北郡金沢町に属する同一の大字、さらにその前は仙北郡に属する同一の村であったが、1958年に一部が仙北郡仙南村（現・美郷町）に編入されたため、2つの大字に分裂している。

## 地理
横手市の北端に位置しており、北と東で仙北郡美郷町、西で金沢本町・金沢中野、南で杉沢・杉目と隣接する。北端の一部を中ノ目川、北西部を厨川が西流し、域内には集落が点在するが、ほとんどが山地が占めている。北西端の丘陵地には金沢柵跡の推定地があり、通称・二の丸と呼ばれる安本館に金澤八幡宮が鎮座する。また、寺ノ沢には祗薗寺がある。
全域が都市計画区域に含まれるが、区域区分非設定区域となっている。都市計画法上の用途地域には指定されていない。

### 小字
2024年（令和6年）10月5日時点での「横手市（秋田地方法務局大曲支局）登記所備付地図データ」、デジタル庁公表の「アドレス・ベース・レジストリ」の「秋田県 横手市 町字マスター（フルセット） データセット」、横手市公表のオープンデータによれば、金沢の小字は以下の通りである。
| 町・字 | 町・字     | 出典 | 出典         | 出典       |
| 大字   | 小字       | 登記 | 町字マスター | 行政区一覧 |
| ------ | ---------- | ---- | ------------ | ---------- |
| 金沢   | 字阿良田   | ○    | ○            | ○          |
| 金沢   | 字安本館   | ○    | ○            | ○          |
| 金沢   | 字寒長根   | ○    | ○            | ○          |
| 金沢   | 字館石     | ○    | ○            | ○          |
| 金沢   | 字桑木谷地 | ○    | ○            | ○          |
| 金沢   | 字三分長根 | ○    | ○            | ○          |
| 金沢   | 字糸畑台   | ○    | ○            | ○          |
| 金沢   | 字寺ノ沢   | ○    | ○            | ○          |
| 金沢   | 字宿ケ沢   | ○    | ○            | ○          |
| 金沢   | 字上ノ台   | ○    | ○            | ○          |
| 金沢   | 字上寺ノ沢 | ○    | ○            | ○          |
| 金沢   | 字上板ケ沢 | ○    | ○            | ○          |
| 金沢   | 字大持沢   | ○    | ○            | ○          |
| 金沢   | 字地蔵堂   | ○    | ○            | ○          |
| 金沢   | 字鳥井長根 | ○    | ○            | ○          |
| 金沢   | 字田町     | ○    | ○            | ○          |
| 金沢   | 字内板ケ沢 | ○    | ○            | ○          |
| 金沢   | 字板ケ沢   | ○    | ○            | ○          |
| 金沢   | 字米ノ口   | ○    | ○            | ○          |
| 金沢   | 字矢黒     | ○    | ○            | ○          |
| 金沢   | 字屶磋沢   | ○    | ○            | ○          |
| 金沢   | 字榊柳     | ○    | ○            | ○          |
| 金沢   | 字茨島     | ○    | ○            | ○          |

## 歴史

### 沿革
- 1873年（明治6年）2月 - 秋田県第5大区小7区に属する[12]。
- 1876年（明治9年） - 金沢前郷村・金沢寺田村・六郷東根村の一部（石神・野際・野荒町）が合併し、金沢村となる[12]。
- 1889年（明治22年）4月1日 - 町村制施行に伴い、金沢村・金沢本町村・金沢中野村・安本村・野荒町村が合併し、金沢村となる[13]。〈旧〉金沢村は金沢村大字金沢となる[6]。
- 1897年（明治30年） - 町制施行して金沢町となる[6]。金沢町大字金沢となる[6]。
- 1956年（昭和31年）9月30日 - 金沢町が横手市に編入。横手市金沢となる[6]。
- 1958年（昭和33年）4月22日 - 旧金沢町の一部（北部）が仙南村に編入。一部が仙南村金沢として分離[6]。

## 世帯数と人口
2020年（令和2年）10月1日現在の世帯数と人口は以下の通りである。
| 大字 | 世帯数 | 人口  |
| ---- | ------ | ----- |
| 金沢 | 73世帯 | 200人 |

### 人口・世帯数の推移
以下は国勢調査による1995年（平成7年）以降の人口の推移。2000年と2005年のデータは外れ値となっており、おそらく金沢本町との合算になっているためここでは省く。
| 年                 | 人口 |
| ------------------ | ---- |
| 1995年（平成7年）  | 254  |
| 2010年（平成22年） | 193  |
| 2015年（平成27年） | 177  |
| 2020年（令和2年）  | 200  |

以下は国勢調査による1995年（平成7年）以降の世帯数の推移。人口推移と同じく2000年と2005年のデータは省いている。
| 年                 | 世帯数 |
| ------------------ | ------ |
| 1995年（平成7年）  | 73     |
| 2010年（平成22年） | 69     |
| 2015年（平成27年） | 64     |
| 2020年（令和2年）  | 73     |

## 小・中学校の学区
市立小・中学校に通う場合、学区（校区）は以下の通りとなる。
| 小字 | 小学校               | 中学校               |
| ---- | -------------------- | -------------------- |
| 全域 | 横手市立横手北小学校 | 横手市立横手北中学校 |

## 交通

### 鉄道
鉄道駅はない。最寄り駅は■奥羽本線の後三年駅。

### 道路
- 奥羽山麓大規模農道（みずほの里ロード）

## 施設
- 金沢公園
  - 金澤八幡宮